# Bois précieux
Les bois d'ébénisterie, souvent nommés bois précieux, peuvent être des bois des régions tempérées ou des bois tropicaux. Ils sont utilisés en ébénisterie, lutherie, marqueterie, sculpture sous forme de bois massif, feuillets ou bois de placage. Le caractère précieux, variable suivant les époques, fait référence à leurs propriétés, leur rareté et leur prix. On les distingue généralement des bois plus courants tels que le frêne, le sapin, l'épicéa ou le peuplier (bois blancs), le pin, le cèdre rouge (bois rouges) et des bois rouges tropicaux dits exotiques, comme le sipo.

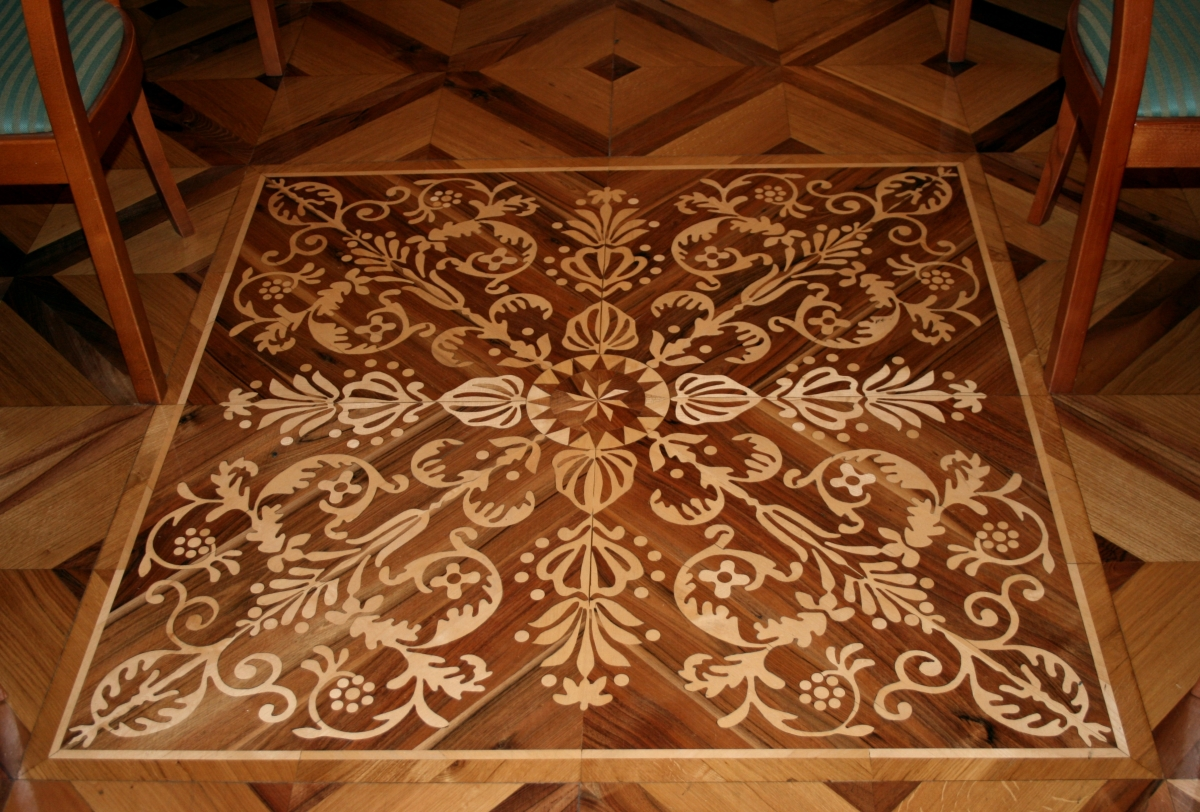
Un parquet de marqueterie

## Bois tropicaux

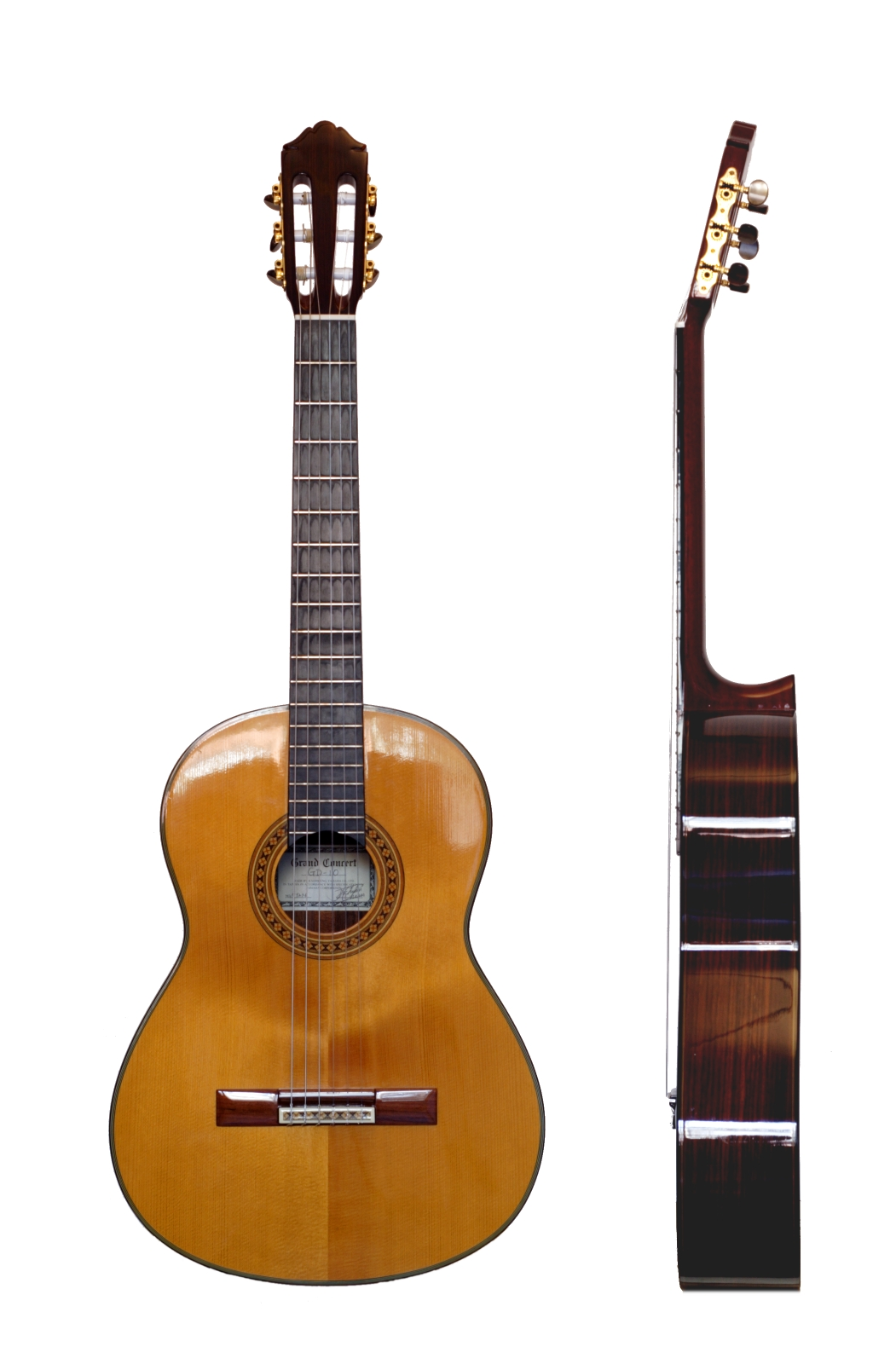
Une guitare classique, en bois.

Certains bois possèdent des qualités et propriétés particulières adaptées au travail d'ébénisterie, à la lutherie, la marqueterie et au placage :
- L'acajou, terme vernaculaire imprécis qui désigne plusieurs variétés de bois, comme Swietenia mahagoni (acajou des Antilles ou acajou de Cuba) ou Khaya ivorensis. Leur point commun est un grain fin et régulier, avec des pores ouverts, de dureté moyenne et de teinte homogène variant du rose au rouge foncé, parfois rubané lorsqu'il est coupé sur quartier ; il est utilisé depuis l'Antiquité en ébénisterie, depuis fort longtemps en marqueterie et depuis la fin du XVIIIe siècle en placages (particulièrement Swietenia mahagoni) ; la lutherie des guitares modernes fait aussi appel à l'acajou pour les manches et les corps.

- L'ébène a donné son nom à l'ébénisterie en raison de son utilisation fréquente et ancienne pour la réalisation de mobilier luxueux depuis l'Antiquité en Égypte notamment[2]. Il est particulièrement utilisé en marqueterie et placage (en raison de son prix), et à la confection des touches de pianos et de nombreux objets usuels de prix, comme des règles ou des manches de couteau[3]. Différentes variétés sont employées, dont la couleur est généralement gris sombre à noir (hormis l'ébène dit de Macassar Diospyros celebica, strié de brun et d'orangé); en raison de son prix, l'ébène est souvent remplacé par le mopane[4], ou par le poirier noirci, qui permet d'obtenir un effet visuel assez proche.

- l'ébène du Mozambique (Dalbergia melanoxylon) n'est actuellement plus un bois d'ébénisterie, il est un peu utilisé en marqueterie, mais sert aux luthiers et à la fabrication des instruments à vent, sous le nom de grenadille, pour sa stabilité dans le temps. Il se fabrique des  découpes, carrelets, pavillons et jeux complets, pour en particulier les clarinettes, cornemuses, hautbois et flûtes.

La plupart des bois tropicaux précieux sont utilisés en lutherie, marqueterie et placages :
- les Dalbergia qui comportent les palissandres : le palissandre d'Inde (Dalbergia latifolia)  et le palissandre du Brésil (Dalbergia nigra), le cocobolo (Dalbergia retusa), ainsi que les bois de rose et bois de violette ; ce sont des bois durs mais adaptés à la sculpture ; ils sont utilisés en lutherie, en placage et en marqueterie où le bois de rose  servait à faire les fleurs ce qui lui a donné son nom[3].

- L'amarante (Peltogyne venosa, Peltogyne pubescens, Peltogyne spp.) (Fabaceae) est, principalement en Europe, un bois de marqueterie, comme le camphrier (Lauraceae).

- L'amboine (Pterocarpus indicus), est un bois à grain fin et veinage enchevêtré utilisé en loupe sous forme de placage. Sa rareté et son prix sont élevés depuis le XXe siècle[3].

- Le satiné, ou bois satiné, (Brosimum rubescens) très apprécié au XVIIIe siècle pour sa couleur jaune à rouge ardente et jouant avec la lumière.

- le citronnier de Ceylan (Chloroxylon Swietenia) a été beaucoup employé par les ébénistes anglais au XXe siècle, et le citronnier de Saint-Domingue (Zanthoxylum flavum) employé en France pour la tabletterie au début du XIXe siècle sur le mobilier de style empire et « Charles X » en opposition de couleur avec un bois sombre, comme l'acajou.

Certains bois servent au tournage et à la fabrication d'objets :
- le bocote (Cordia elaeagnoides) souvent nommé palissandre au Mexique, pour les queues de billard de luxe ;
- le pernambouc (Guilandina echinata)  sert à la fabrication d’archets ;
- le pitchpin résineux dense résistant à l'humidité a été très utilisé en ébénisterie[3] ;
- l'ivoire rose (berchimia zeyheri), est des bois de tournage pour la fabrication d'objets et de pièces diverses ;
- l'amourette (Brosimum guianense) qui était utilisé avec le buis, pour fabriquer les caractères d'imprimerie sert encore en lutherie, mais aussi en placage pour l'intérieur des cabinets au XVIIe siècle.

D'autres sont peu utilisés comme les nombreuses espèces portant le nom vernaculaire de bois de serpent (par exemple Zygia racemosa), très dur et difficile à travailler.
Le bois de santal, à la fragrance particulière, est utilisé depuis l'Antiquité en Asie pour la parfumerie et la confection d'objets précieux.

## Bois des régions tempérées

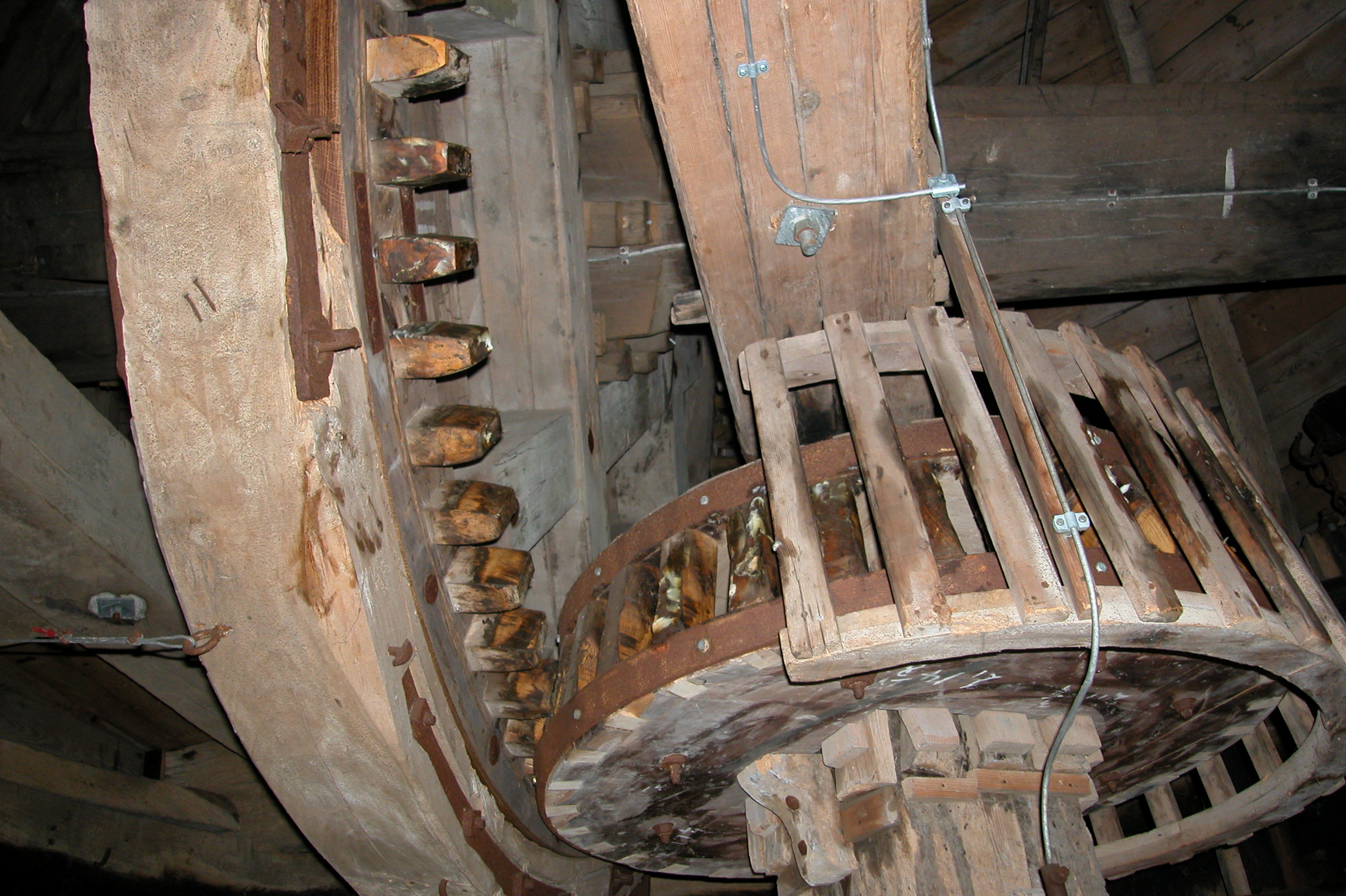
Des roues dentées de moulin, en bois

- le buis (Buxus sempervirens), au grain fin et serré, très dur et homogène. Il fut utilisé dès l'Antiquité pour de nombreux outils et objets utilitaires comme des bols ; au XVe siècle il servit pour la gravure et l'imprimerie, c'est toujours lui qui est mis en œuvre pour petites pièces des jeux et des instruments de musique ;
- l'olivier est utilisé lui aussi depuis l'Antiquité en lutherie mais aussi pour la fabrication d'objets courants, couverts, bols, saladiers ; c'est un bois de tournage et de marqueterie ;
- le laurier (Laurus nobilis) est un bois de tournage utilisé depuis fort longtemps ;
- tous les bois fruitiers, tels que cerisier, merisier, poirier, prunier ont été des bois d'ébénisterie utilisés massifs et en marqueterie.
- le noyer au grain serré et de couleur foncée est une des essences les plus appréciées en ébénisterie, en particulier pour son aptitude à être sculpté et sa belle patine très lustrée ; il peut s'associer au marronnier d'inde (Aesculus hippocastanum) en marqueterie pour les damiers ;
- les érables utilisés en ébénisterie, et en sculpture et pour l'érable champêtre (Acer campestre) dans la fabrication des fonds de violons et violoncelles[3] ;
- Le tilleul  est utilisé en menuiserie d’intérieur, sculpture, tournerie, ébénisterie légère… C’est un bois facile à travailler, peu deformable qui ne laisse pas d’échardes ;
- la racine de bruyère matériau des fourneaux de pipe ;
- les "loupes" (partie inférieure du tronc, à la limite de la racine, et excroissances irrégulières qui présentent des motifs ramageux) d'érable, de noyer, d'aulne ou encore d'orme ou de thuya, sont utilisées en bois décoratif (Callitris quadrivalvis)[3] ;
- le genévrier oxycèdre (Juniperus oxycedrus) a été beaucoup utilisé pour les statues ;
- le charme est apprécié pour réaliser des pièces tournées, comme les axes de roues.
- le néflier encore utilisé au Pays basque, pour sculpter le bâton de marche et de défense, le makhila[3] ;
- le châtaigniers est utilisé comme bois d'œuvre, et très marginalement pour la fabrication de petits objets ;
- le cormier, réputé pour sa dureté, utilisé pour fabriquer les alluchons, dents rapportées du système d'engrenage dans les moulins[5].